# تحت سماء دمشق (فلم)
تحت سماء دمشق (In english: Under sky of Damascus )، ثاني فيلم روائي سوري طويل تم تصويره في دمشق عام 1932 .

## قصة الفيلم
قصة الفيلم تعتمد بنية سردية تقليدية إذ تبدأ بقيام العلاقة والخطوبة بين صبحية والدكتور، ونرى العلاقة وهي تتطور، ثم يدخل عنصر غريب، رجل يعمل على ابتزاز صبحية وتظل تدفع له، ويعلم الخطيب فيشك بخطيبته وينفصل عنها، إلى أن يُقتل الرجل الذي نكتشف أنه ليس سوى شقيق لصبحية، وهي ليست سوى بنت يتيمة وفقيرة تبناها الرجل الثري.. فيعود الدكتور إلى خطيبته!
تعالج القصة موضوع الغيرة عند الرجل والمرأة، فالدكتور يغار على خطيبته فينفصل عنها، والراقصة التي تحب علي شقيق صبحية تغار عليه من أخته لأنها تظن أنه يخونها معها فتقتله، لكن هذه المعالجة تشتمل على رؤية إلى فئة من المجتمع السوري في تلك المرحلة، فتنظر إلى الأثرياء وقصورهم وسياراتهم وطبيعة حياتهم، وسهراتهم، وإلى الفقير الذي يتورط في علاقة مع راقصة.
هذا على مستوى القصة المنطوقة، أما الكاميرا فتدور في أحياء دمشق القديمة، وفي الكابريه وإبراز عالم الراقصات، وتنتقل إلى قصر الأمير سعيد الجزائري وحديقته في دُمَّر، وتعود إلى سكة حديد الحجاز وقطارها القديم، وسواها.

## طاقم العمل
تمثيل
- رشيد جلال.
- مصطفى هلال.[2]
- إسماعبل أنزور.

تأليف
- إسماعيل أنزور.

إخراج
- إسماعيل أنزور.

## عن الفيلم
أنتج هذا الفيلم عام 1932، نتيجة تعاون بين رشيد جلال وإسماعيل أنزور العائد من النمسا، وهو الفيلم الثاني لرشيد جلال بعد فيلمه المتهم البريء ،ولكن السلطات الفرنسية أوقفت عرض الفيلم في سينما العباسية مطالبة الشركة المنتجة هليوس فيلم بحقوق التأليف الموسيقي.

## إعادة إحياء الفيلم
أعيد عرضه للمرة الأولى في عصرنا الحالي في مهرجان السينما في عام 1985.
الفيلم الصامت تحت سماء دمشق اليوم وضمن الاحتفال بدمشق عاصمة للثقافة العربية، كان من الضروري إعادة تقديم أحد كنوز السينما السورية، خاصة وأنه يتناول دمشق كموضوع أساسي. وكما كانت الأفلام ترافَق بموسيقى حية، طلبت الأمانة العامة من مجموعة من الشباب السوريين تأليف موسيقى خاصة بالفيلم، آخذة بعين الاعتبار الذائقة الموسيقية في عصرنا الحالي.
خالد عمران وناريك عبجيان من أكثر الموسيقيين السوريين تجديداً في مجال الموسيقى، وقد تمّ اختيارهما لتقديم رؤية موسيقية جديدة لفيلم «تحت سماء دمشق» بمرافقة فراس شهرستان وهو أحد أبرز عازفي القانون السوريين.
تجدر الإشارة إلى أن هذا الفيلم هو من الأفلام التي ستقوم الأمانة العامة للاحتفالية بتمويل ترميمها، ضمن مشروعها في حفظ الأفلام السينمائية السورية، بالتعاون مع المؤسسة العامة للسينما.